# 브라이언 오할로런

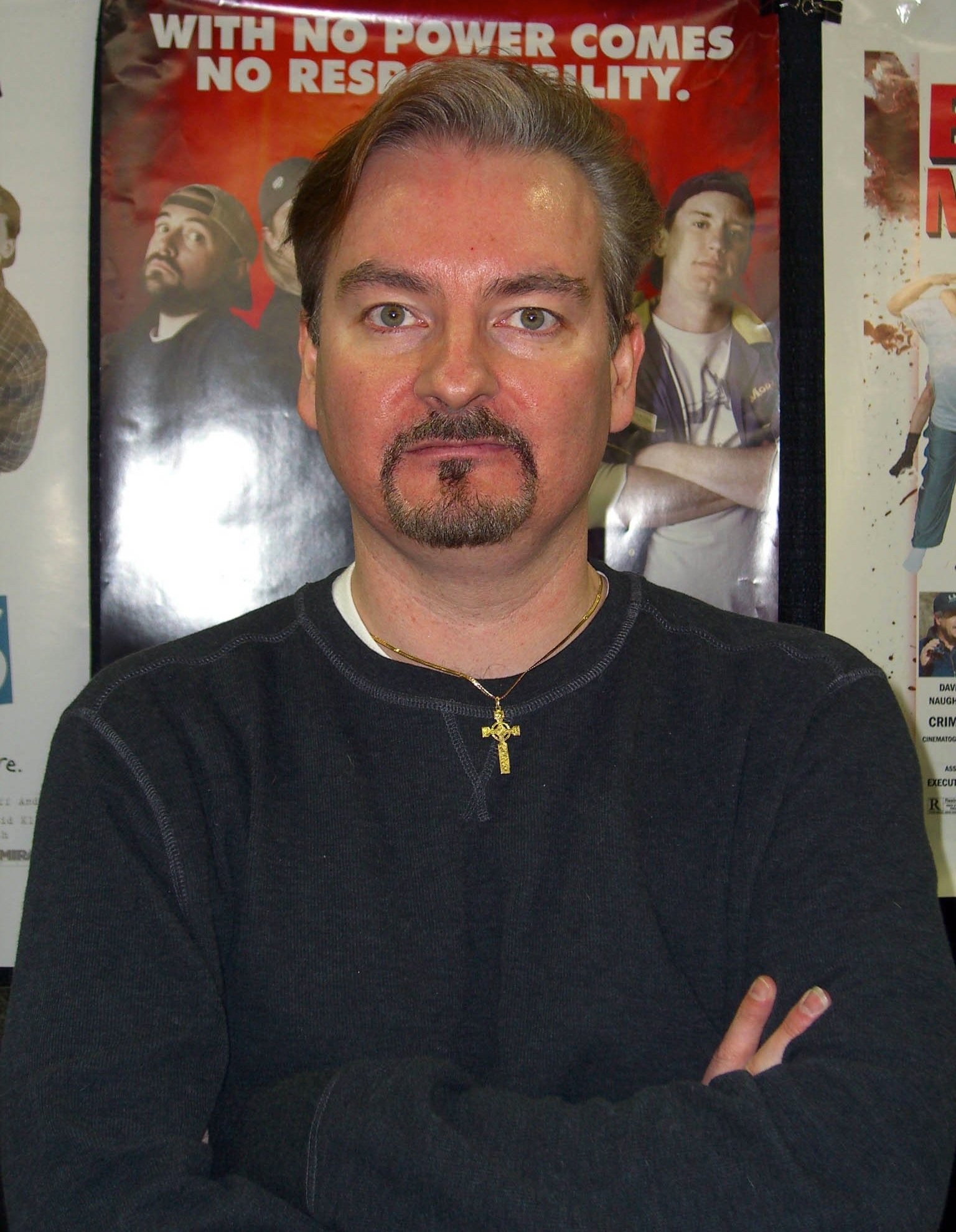

브라이언 오핼러런(Brian O'Halloran, 영어 발음: /oʊˈhælərən/, 1969년 12월 20일 ~ )은 미국의 배우이다.
맨해튼에서 태어났다.

## 영화
- 제이 앤 사일런트 밥 리부트 (2019년)
- 더 시크니스 (2017년)
- Shooting Clerks (미정)
- 캘린더 걸 (2011년)
- 후킹 업 (2009년) - 닥터 조던 역
- 해프닝 (2008년)
- 야만적 학살: 코미디 (2007년)
- 점원들 2 (2006년) - 단테 힉스 역
- 점원들: 더 로스트 씬 (2004년)
- 더 플라잉 카 (2002년) - 단트 힉스 역
- 제이 앤 사일런트 밥 (2001년) - 단테 힉스 역
- 벌거 (2000년)
- 도그마 (1999년) - 그랜트 힉스 역
- 체이싱 아미 (1997년) - 짐 힉스 역
- 점원들 (1994년) - 단테 힉스 역